# Stand Ye Guamanians

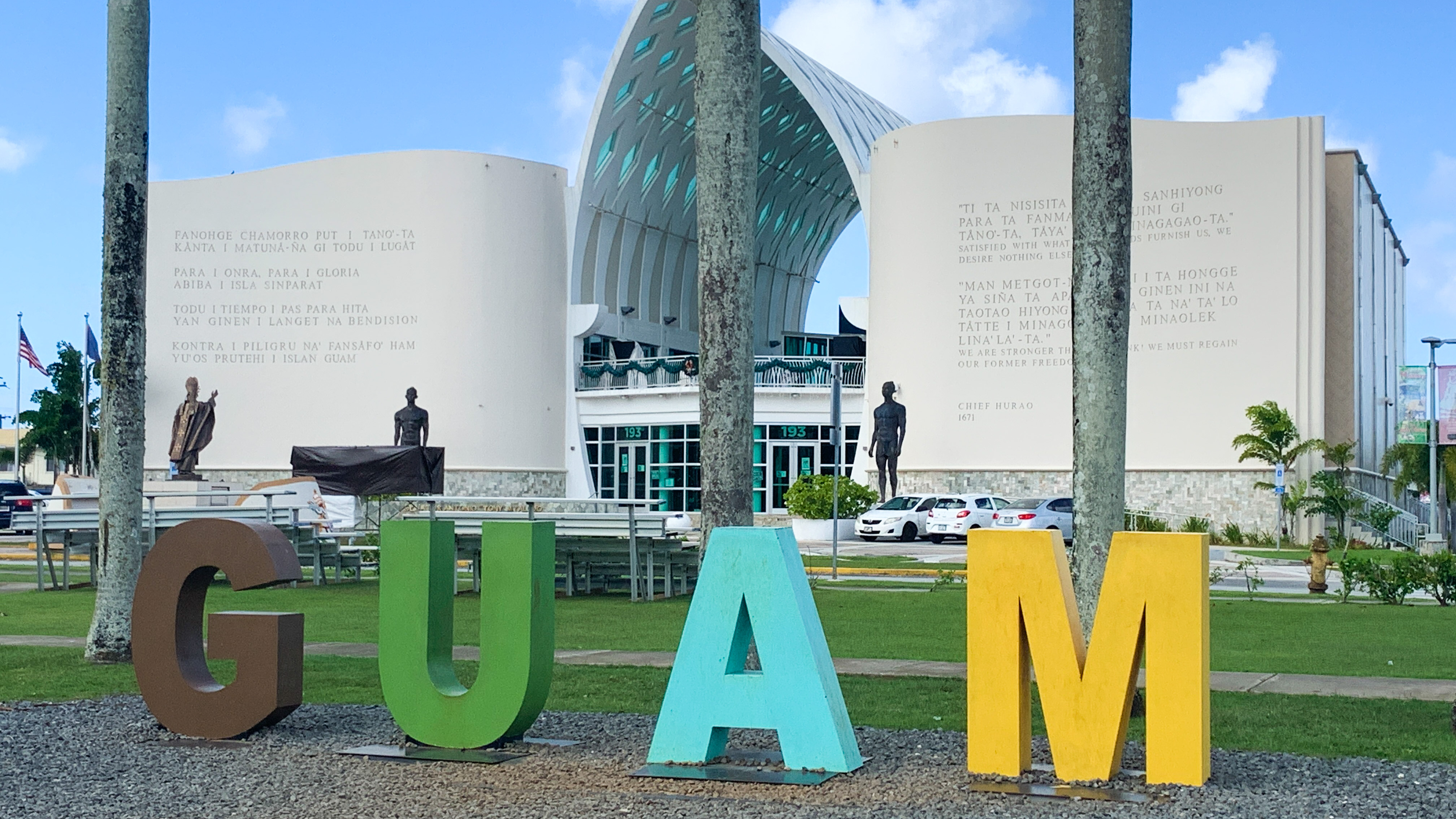
Cartel de GUAM frente al Museo de Guam.

"Stand Ye Guamanians" es el himno territorial de Guam. Como dependencia de Estados Unidos su himno nacional es The Star-Spangled Banner. Adoptado en 1919, la letra y la música fueron escritas por Ramon Manalisay Sablan.

## Letra en chamorro
Fanohge Chamoru put it tano'-ta
Kånta i ma tunå-ña gi todu i lugåt.
Para i onra, para i gloria
Abiba i isla sen parat.
Para i onra, para i gloria
Abiba i isla sen parat.
U todu i tiempo i pas para hita
Yan ginen i langet na bendesion.
Kontra i piligru, na'fansåfo' ham
Yu'os prutehi i islan Guåhan.
Kontra i piligru, na'fansåfo' ham
Yu'os prutehi i islan Guåhan.

## Letra en inglés
Stand ye Guamanians, for thy country,
And sing her praises from shore to shore.
For her honor, for her glory
Exalt our isle forever more.
For her honor, for her glory
Exalt our isle forever more.
May everlasting peace reigns over us,
May Heaven's blessings to us come.
Against all perils, never forsake us
God protect our isle of Guam.
Against all perils, never forsake us
God protect our isle of Guam.

## Letra en español
Resistid chamorros por vuestra patria
Cantad su alabanza en todo el lugar
Por su honra, por su gloria
Avivad nuestra isla sin parar.
Por su honor, por su gloria
Avivad la isla sin parar.
Todo el tiempo, paz para nosotros
Qué dé el cielo su bendición
Contra el peligro, no nos abandones
Dios, protege la isla de Guaján.
Contra el peligro, no nos abandones
Dios, protege la isla de Guaján.